# Hyposmocoma hemicasis
Hyposmocoma hemicasis là một loài bướm đêm thuộc họ Cosmopterigidae. Nó là loài đặc hữu của Oahu. Loài địa phương ở Mount Kaala.